# Topobea aeruginosa
Topobea aeruginosa là một loài thực vật có hoa trong họ Mua. Loài này được (Standl.) L.O. Williams miêu tả khoa học đầu tiên năm 1964.